# Mamouros, Alva e Ribolhos
Mamouros, Alva e Ribolhos (oficialmente: União das Freguesias de Mamouros, Alva e Ribolhos) é uma freguesia portuguesa do município de Castro Daire, com 23,65 km² de área e 1188 habitantes (censo de 2021). A sua densidade populacional é 50,2 hab./km².

## História
Foi constituída em 2013, no âmbito de uma reforma administrativa nacional, pela agregação das antigas freguesias de Mamouros, Alva e Ribolhos e tem a sede em Mamouros.

## Demografia
A população registada nos censos foi:
| Distribuição da População por Grupos Etários | Distribuição da População por Grupos Etários | Distribuição da População por Grupos Etários | Distribuição da População por Grupos Etários | Distribuição da População por Grupos Etários | Distribuição da População por Grupos Etários |
| -------------------------------------------- | -------------------------------------------- | -------------------------------------------- | -------------------------------------------- | -------------------------------------------- | -------------------------------------------- |
| Antes da agregação                           |                                              |                                              |                                              |                                              |                                              |
| Ano                                          | 0-14 anos                                    | 15-24 anos                                   | 25-64 anos                                   | >= 65 anos                                   | Total                                        |
| 2001                                         | 256                                          | 225                                          | 728                                          | 318                                          | 1527                                         |
| 2011                                         | 186                                          | 151                                          | 741                                          | 346                                          | 1424                                         |
| Após a agregação                             |                                              |                                              |                                              |                                              |                                              |
| Ano                                          | 0-14 anos                                    | 15-24 anos                                   | 25-64 anos                                   | >= 65 anos                                   | Total                                        |
| 2021                                         | 112                                          | 109                                          | 584                                          | 383                                          | 1188                                         |